# Jean de Belcayre
Jean de Belcayre est un des noms d'auteur de la femme de lettres Geneviève de Cézac, née à Saint-Crépin-d'Auberoche le 18 octobre 1877, et morte à Bordeaux le 3 juillet 1955,.

## Biographie
Charlotte-Marie-Marguerite-Geneviève de Cézac est la première enfant du couple formé par Pierre-Gabriel-Paul-Marie-Hubert-Charles de Cézac (1852-1919) et Marie-Marguerite-Berthe Betgé de la Garde (1858-1827). Ils s'étaient mariés en 1876 à Saint-Privat-des-Prés, commune d'origine de l'épouse qui a alors dix-huit ans et le mari vingt-quatre. Geneviève est née à Petit Vertiol, une chartreuse située à Saint-Crépin-d'Auberoche, propriété agricole de son père. Pierre de Cézac appartient à la noblesse du Périgord, bien que la famille soit originaire du Quercy. Les de Cézac ont servi dans les armées du roi et ont été anoblis non titrés en 1621. Antoine-Pierre de Cézac s'est marié vers 1740 avec Marguerite de Calvimont, héritière de la seigneurie de Belcayre.
Geneviève de Cézac a une sœur, Marie-Marguerite-Bertrande, née en 1881 au château de la Renaudie, à Saint-Privat-des-Prés, propriété d'Alfred-Félix de Saint-Angel. Leur grand-mère maternelle était Marie-Marguerite de Saint-Angel, née en 1836 dans ce château. Bertrande s'est mariée en 1913 avec Jean-Aurélien Roborel de Climens (1877-1934).
Geneviève de Cézac a épousé le 10 octobre 1898 à Saint-Crépin-d'Auberoche Henri-Bertrand-Marie-Pierre Brachet de Lamenuze (1873-1939). Le marié est le fils de Pierre-Ludovic Brachet de la Menuze (1834-1879) et de Marie-Pauline Materre de Chauffour (1843-1895), née au château de Cavagnac (Lot). Il est né au château de Château-l'Évêque, propriété de son père. Il est propriétaire agriculteur et vit à la chartreuse de la Côte, sur la commune de Saint-Geyrac. Des revers de fortune ont probablement amené Pierre Brachet de la Menuze à vendre la chartreuse de la Côte en 1929. Après cette vente, ils vont vivre dans une petite maison située près de la tour de Vésone, à Périgueux. Ils n'ont pas eu d'enfants.
Geneviève de Cézac est décédée à Bordeaux le 3 juillet 1955 dans l'appartement qu'occupe sa sœur (1881-1961), depuis 1913, 39 rue Saint-François, et où était mort son mari, en 1934.

## Geneviève de Cézac romancière catholique
Geneviève de Cézac est une romancière française. Elle n'a jamais publié sous son nom mais a utilisé différents pseudonymes rappelant différents noms de lieux. Elle est connue sous le nom de Jean de Belcayre. Son autre pseudonyme était André(e) Vertiol. Elle a écrit une centaine de romans populaires et de romans pour la jeunesse d'inspiration catholique (cf. Collection Printemps). 
Comme l'a écrit Philippe Rougier, L'invention du roman catholique est une stratégie de l'Église pour lutter contre la déchristianisation et reconquérir les masses populaires et pour résister « à l'action corrosive des œuvres malsaines » publiées dans la presse populaire. Le roman catholique s'est répandu avec l'apparition de deux hebdomadaires : L'Ouvrier (1861-1920) et Les Veillées des chaumières (1877-1940).
Elle a commencé à publier vers 1906. Elle publie chez Henri Gautier à partir de 1909, puis en 1910-1911 dans L'Ouvrier et La Veillée des chaumières. De 1912 à 1914, elle publie dans le Journal Rose de Tallandier et continue chez Bottereau et la Bonne Presse. En 1921, elle collabore à Lisette, et dans les éditions du Petit Écho de la Mode. Son activité la plus importante se situe entre 1923 et 1928, mais à continuer à publier jusqu'à sa mort.
Pour expliquer les raisons de cette passion de l'écriture, Claudine Cantinel a fait remarquer que plusieurs de ses parentes et amies sont aussi des femmes de lettres (comme ses cousines : Jeanne de Coulomb et sa sœur Jeanne de Châteaulin). Elle a écrit certains de ces livres avec sa mère.
Geneviève de Cézac a demandé son admission à la Société des gens de lettres (S.G.D.L.). Elle a subi deux échecs, en 1918 et 1925, avant d'être reçue sociétaire en 1929. À cette occasion, le rapporteur, Albéric Cahuet a avoué qu'il n'a lu que deux des trente-quatre romans de sa bibliographie et a ajouté que « Mme de Lamenuze est une bonne ouvrière dans un genre littéraire modeste, mais auquel on ne peut refuser un public considérable ». Il remarque qu'elle a connu « une progression constante et assez impressionnante » de se reproduction depuis 1913 et qu'elle s'occupe activement du placement de ses œuvres dans les journaux de province et les magazines de mode et a terminé en affirmant que c'est un « auteur intéressant » pour la Société.
En 1935 elle écrit à la S.G.D.L. en se plaignant de la dureté des temps. Elle obtient une aide de 4 000 francs en 1945, en plus de sa pension. D'autres dons lui sont faits par le S.G.D.L. jusqu'à sa mort. Le ministère de l'Éducation nationale lui fait un don de 2 000 francs la même année, et encore de 12 000 francs en 1951.